# Кварто
Куарто (итал. Quarto) — коммуна в Италии, располагается в регионе Кампания, в провинции Неаполь.
Население составляет 39 142 человека (2008 г.), плотность населения составляет 2796 чел./км². Занимает площадь 14 км². Почтовый индекс — 80010. Телефонный код — 081.
Покровительницей коммуны почитается Пресвятая Богородица (Santa Maria Libera Nos a Scandalis) . Празднование начинается 12 сентября и длится всю неделю. В коммуне также почитаются святые апостолы Пётр и Павел, празднование начинается 29 июня и длится три - четыре дня. Кроме того, в коммуне почитаемы святой Кастресий, празднование 11 февраля, и святой Антоний Великий, празднование 17 января.

## Демография
Динамика населения:

## Администрация коммуны
- Официальный сайт: http://www.comune.quarto.na.it/ Архивная копия от 8 февраля 2010 на Wayback Machine